# 펠청서
펠청서 또는 펠날다람쥐(Anomalurus pelii)는 비늘꼬리청서과에 속하는 설치류의 일종이다. 라이베리아와 코트디부아르 그리고 가나에서 발견된다. 저지대 열대 우림에서 서식한다.

## 아종
- A. p. auzembergeri Matschie, 1914
- A. p. pelii Schlegel & Müller